# Филис де ла Шарс
Филис де ла Шарс (фр. Philis de La Charce), также Филис де Латур (фр. Philis de La Tour, 5 января 1645, Монморен — 4 июня 1703, Ньон) — французская героиня войны в регионе Дофине во Франции во время Девятилетней войны, которая велась в 1688—1697 годах.

## Биография
Её имя при рождении было Филиппа де Латур дю Пен де ла Шарс; она родилась в Монморене и была пятым ребёнком в протестантской дворянской семье Латур дю Пен. Семья была особенно влиятельна в Дофине; они жили в Шато-де-ла-Шарс. Её родителями были Катрин Франсуаза де Латур дю Пен-Мирабель и Пьер III де Латур дю Пен-Гуверне, маркграф де Шарс и генерал-лейтенант или фельдмаршал королевской армии Дофине.
Между 1672 и 1674 годами Филиппа жила в Ньоне, где познакомилась с учёной и поэтессой Антуанеттой Дезульер. Впоследствии Филиппа сменила имя на Филис в честь одного из персонажей романа Оноре д’Юрфе «Астрея».
Когда король Людовик XIV отменил Нантский эдикт в 1685 году, что вызвало исход протестантов из страны, Филис обратилась в католицизм и осталась на этой территории.
В 1692 году Виктор Амадей II, герцог Савойский и король Сардинии, вторгся в Дофине, чтобы захватить французский альпийский город Гренобль. Маршалу Николя Катина приписывают расстройство планов в качестве командующего французской армией.
Согласно легенде, Филис де ла Шарс помогла в этом деле, вооружившись мечом и поведя быстро собранную крестьянскую армию против захватчиков. Другие легенды приписывают ей несколько крупных побед, но историки говорят, что она участвовала лишь в нескольких локальных стычках. Тем не менее широко распространено мнение, что она была верхом на лошади с мечом в руке, когда возглавляла свою крестьянскую армию, чтобы освободить города Гап, Ди и Баронни (включая Ньон).
После этого Филис была вызвана в Париж, чтобы «получить благосклонность короля Людовика XIV» за её верную службу.

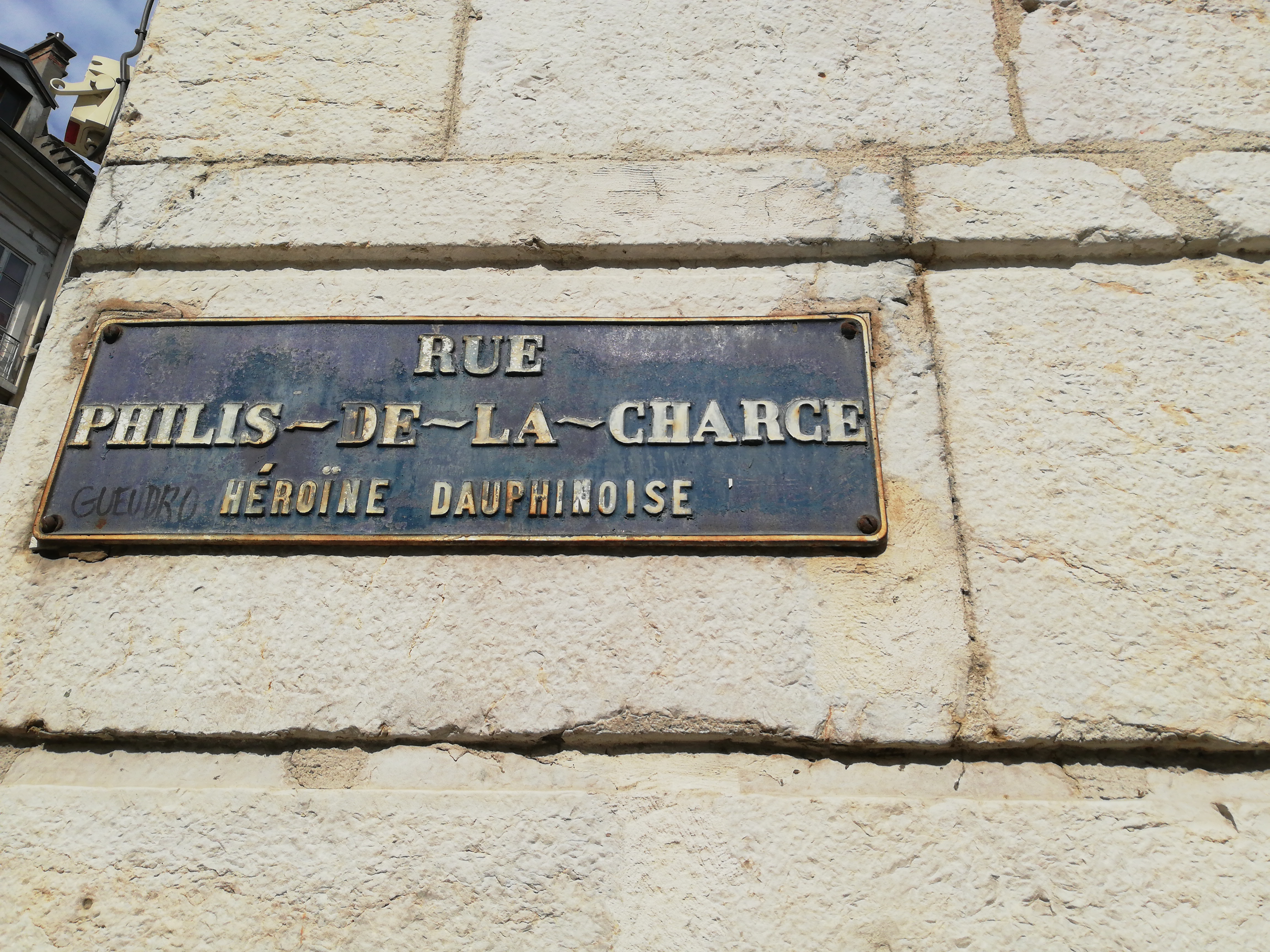
Мемориальная доска на Рю Филис де ла Шарс в Гренобле, Франция

Во время своего пребывания в Париже она была награждена пенсией короля Людовика XIV в размере 2000 фунтов стерлингов, портретом Пьера Миньяра и посвящением Шарля Перро. Цитата Вольтера, три других портрета, три романа, статуя, название улицы в трёх городах, не говоря уже о гомеровском историческом споре с конца XIX века и её систематическом присутствии в местных и региональных изданиях конца XX — начала XIX веков показывают увековечение легендарного жеста Филис.
Оригинальный текст (англ.)During her stay in Paris, she was awarded a pension by King Louis XIV of 2,000 pounds, a portrait by Pierre Mignard and a dedication by Charles Perrault. A quote by Voltaire, three other portraits, three novels, a statue, a street name in three cities, not to mention the Homeric historical dispute since the end of the 19th century and her systematic presence in local and regional publications at the end of the 20th – beginning 21st centuries show the perpetuation of the legendary gesture of Philis.
— 
Её меч и портрет хранятся в сокровищнице короны Бурбонов, и иногда её называют «Жанной д’Арк из Дофине».
Филис умерла в Ньоне, где её останки изначально были захоронены в приходской церкви. В 1857 году они были перенесены в построенный для неё городом мавзолей.